# Katrine Fruelund
Katrine Fruelund (* 12. Juli 1978 in Randers) ist eine ehemalige dänische Handballspielerin.

## Karriere
Katrine Fruelund gelangte über die Vereine Vorup FB und Randers HK zum dänischen Topverein Viborg HK, für den sie von 1999 bis 2005 aktiv war. 2005 wechselte die 1,74 m große Rückraumspielerin zum Bundesligisten HC Leipzig, für den sie eine Saison spielte. 2006 kehrte sie wieder nach Dänemark zurück, wo sie wieder für Randers HK spielte. Im Sommer 2012 beendete sie dort ihre Karriere. Anschließend wurde sie Nachwuchschefin und brachte im Februar 2013 ihre Tochter zur Welt. Im Juli 2013 gab sie ihr Comeback bei Randers HK bekannt. Nach der Saison 2013/14 beendete sie erneut ihre Karriere und wurde Co-Trainerin von Randers HK. Seit der Saison 2019/20 ist sie Mitglied der Berufungskommission des dänischen Handballverbands. Im November 2020 übernahm sie den Co-Trainerposten der dänischen U19-Nationalmannschaft. Im Sommer 2022 übernahm sie denselben Posten bei der dänischen U17-Nationalmannschaft.
Für die dänische Nationalmannschaft bestritt sie 184 Länderspiele, in denen sie 570 Tore erzielte. Mit der Nationalmannschaft gewann sie zwei olympische Goldmedaillen und eine Europameisterschaft.

## Erfolge
- Dänische Meisterin: 2000, 2001, 2002, 2004 und 2012
- Dänische Pokalsiegerin: 2003
- Deutsche Meisterin: 2006
- Deutsche Pokalsiegerin: 2006
- EHF-Pokal-Siegerin: 2004 und 2010
- Champions League Finalistin: 2001
- Europameisterin 2002
- Vize-Europameisterin 1998
- Gewinnerin der olympischen Goldmedaille 2000 und olympischen Goldmedaille 2004
- U-20-Weltmeisterin: 1997[9]
- Im Jahr 2000 wurde sie zu Dänemarks Handballerin der Jahres gewählt.[10]